# Matthias Müller (Fußballspieler, 1978)
Matthias Müller (* 17. August 1978 in Cottbus) ist ein ehemaliger deutscher Fußballspieler im Sturm. Er absolvierte für Energie Cottbus ein Spiel in der 2. Fußball-Bundesliga.

## Karriere
Müller spielte in seiner Jugend bei der zweiten Mannschaft des FC Energie Cottbus in der Fußball-Oberliga Nordost und belegte mit der Mannschaft am Saisonende den vierten Platz. Am 15. Dezember 1999 kam er zu seinem ersten und einzigen Profispiel. Beim Spiel der ersten Mannschaft gegen Kickers Offenbach in der 2. Bundesliga saß Müller zum ersten Mal auf der Bank und wurde in der 88. Minute für den Doppeltorschützen Franklin Bittencourt eingewechselt. Im folgenden Spiel war er noch einmal auf der Reservebank, wurde jedoch nicht eingesetzt. 2000 wechselte Müller zu den Daytona Beach Eagles in die Vereinigten Staaten von Amerika, für die er bis 2004 aktiv war. 2006 spielte er für den SV Hahn 1958 wieder in Deutschland, wo er im selben Jahr seine Karriere beendete.